# Hoang mạc Mojave
Về một bộ lạc người bản thổ Mỹ, xem Mohave.
Hoang mạc Mojave, người địa phương thường gọi là High Desert (có nghĩa là Hoang mạc trên cao), chiếm một phần lớn vùng đông nam California và những phần nhỏ hơn của trung California, nam Nevada, và tây bắc Arizona ở Hoa Kỳ. Nó được đặt tên của bộ lạc Mohave, một bộ lạc người bản thổ Mỹ và trải rộng trên một diện tích trên 22.000 dặm vuông Anh (57.000 km2) trong một địa hình gồm lòng chảo và dãy núi.
Các ranh giới của Hoang mạc Mojave về tổng thể được xác định bởi sự hiện diện của loài cây Joshua (thuộc nhóm xương rồng)— chúng được xem là một loài cây đặc điểm của vùng hoang mạc này. Các ranh giới địa hình gồm có dãy núi Tehachapi cùng với dãy núi San Gabriel và dãy núi San Bernardino. Các ranh giới núi khá rõ rệt vì chúng là nơi gặp nhau của hai đứt gãy lớn nhất tại California: đứt gãy San Andreas và đứt gãy Garlock. Thảo nguyên Đại Bồn địa nằm về phía bắc; Hoang mạc Sonoran ấm hơn nằm về phía nam và phía đông. Người ta tin rằng Hoang mạc này có chứa từ 1.750 đến 2.000 loài thực vật.

## Khí hậu

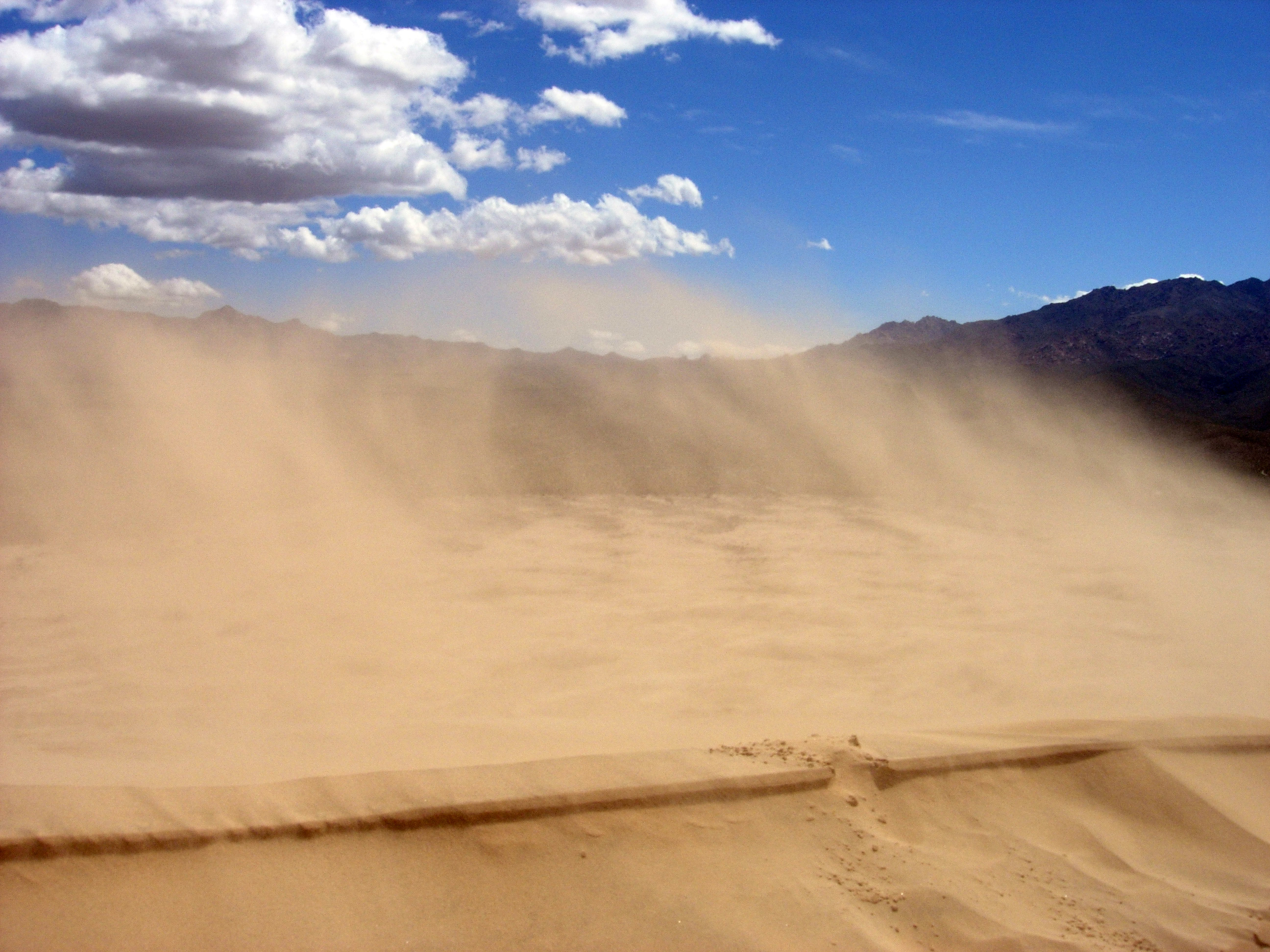
Cát bị gió thổi tung lên từ một chỏm của Những đụn cát Kelso thuộc Hoang mạc Mojave.

Hoang mạc Mojave nhận ít hơn 10 inch (250 mm) nước mưa mỗi năm. Độ cao của hoang mạc là khoảng từ 3.000 đến 6.000 ft (1.000 đến 2.000 mét). Bên trong Hoang mạc Mojave gồm có Khu bảo tồn Quốc gia Mojave cũng như nơi nóng nhất và thấp nhất Bắc Mỹ là Công viên Quốc gia Thung lũng Chết nơi nhiệt độ bình thường lên đến 120 °F (49 °C) vào cuối tháng 7 và đầu tháng 8. Công viên Quốc gia Zion ở tiểu bang Utah nằm ở nơi giao tiếp của Hoang mạc Mojave, Đại Bồn địa, và Cao nguyên Colorado.
Hoang mạc Mojave là một hoang mạc có nhiệt độ khắc nghiệt và bốn mùa rõ rệt. Những tháng mùa đông nhiệt độ xuống dưới 20 °F (-7 °C) tại nền các thung lũng, và dưới 0 °F (-18 °C) tại các nơi cao hơn. Bão di chuyển từ Tây Bắc Thái Bình Dương có thể mang mưa và tuyết khắp vùng - thường thường, vùng bị chắn mưa gây ra bởi Sierra Nevada hoặc các rặng núi cao trong hoang mạc như Dãy núi Spring chỉ có mây và gió. Trong những giai đoạn lâu hơn giữa các cơn bão, nhiệt độ mùa đông trong các Thung lũng có thể lên đến 80 °F (27 °C).
Thời tiết mùa xuân tiếp tục bị ảnh hưởng bởi các trận bão Thái Bình Dương nhưng mưa thì lan rộng hơn và ít khi xuất hiện sau tháng tư. Vào đầu tháng sáu, hiếm có một cơn bão Thái Bình Dương nào gây ảnh hưởng lớn đến thời tiết của vùng. Nhiệt độ bình thường sau giữa tháng năm là trên 90 °F (32 °C) và thường xuyên trên 100 °F (38 °C).
Thời tiết mùa hè thì nóng - nhiệt độ trong các nền Thung lũng có thể lên đến trên 120 °F (49 °C) và trên 130 °F (54 °C) tại các nơi thấp nhất — và có sự hiện diện của gió mùa Bắc Mỹ. Độ ẩm thấp, nhiệt độ cao và áp suất thấp kéo theo hơi ẩm từ vịnh Mexico tạo nên các trận bão sấm khắp tây nam hoang mạc.
Mùa thu thường thường thì dễ chịu nhờ một đến hai trận bão Thái Bình Dương mang mưa đến vùng. Tháng mười là một trong những tháng nắng và khô nhất tại hoang mạc Mojave, và nhiệt độ thường ở giữa 70 °F (21 °C) và 90 °F (32 °C) tại các nền thung lũng.
Sau nhiệt độ, gió là hiện tượng thời tiết nổi bật nhất tại hoang mạc Mojave. Khắp vùng, những ngày gió là thường xuyên. Những nông trường gió trong vùng được xây dựng để tạo năng lượng từ gió.
Đỉnh cao nhất trong hoang mạc Mojave là Đỉnh Charleston cao 11.918 ft (3.633 mét) trong khi Badwater tại Thung lũng Chết là 282 ft (86 mét) dưới mặt nước biển.

## Các thành phố và các vùng

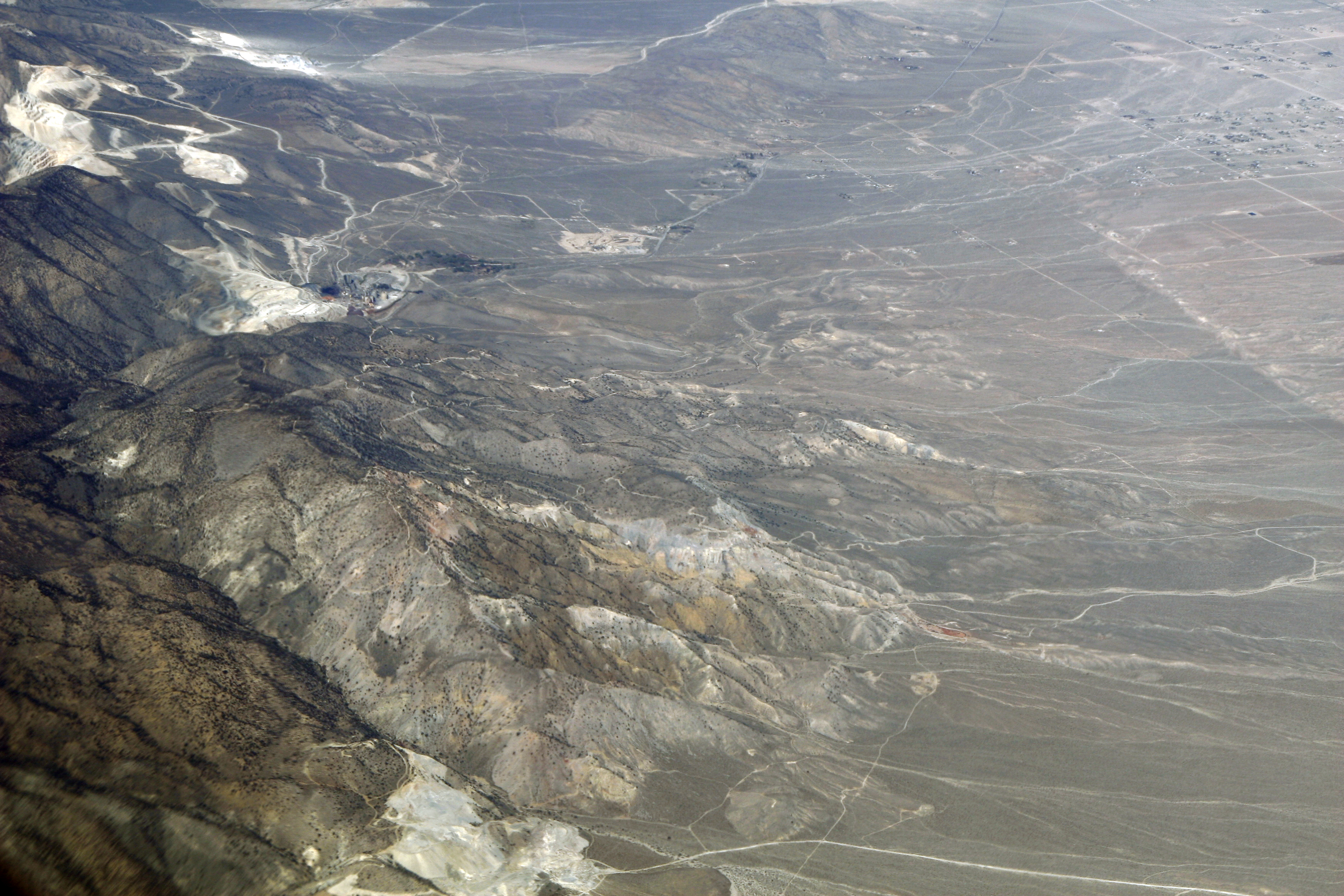
Nơi dãy núi San Bernardino gặp hoang mạc Mojave.

Trong khi chính hoang mạc Mojave có dân cư thưa thớt thì trong những năm gần đây nó càng được đô thị hóa. Las Vegas, Nevada là thành phố lớn nhất trong hoang mạc Mojave, với dân số đô thị khoảng 1.9 triệu vào năm 2006. Palmdale là thành phố lớn nhất của California nằm trong hoang mạc. Trên 850.000 người sống trong các khu vực hoang mạc Mojave mà gắn liền vào vùng đô thị Đại Los Angeles trong đó có Palmdale và Lancaster (được gọi là Thung lũng Antelope); Victorville và Hesperia (được gọi là Thung lũng Victor) gắn liền với vùng đô thị Inland Empire là vùng đô thị lớn thứ 14 tại Hoa Kỳ. Các thành phố nhỏ hơn trong hoang mạc còn có St. George; Lake Havasu City; Kingman; Laughlin; Bullhead City; và Pahrump. Tất cả các thành phố này đã và đang trải qua sự gia tăng dân số nhanh chóng từ năm 1990.
Các thị trấn có ít hơn 30.000 người trong hoang mạc Mojave gồm có Barstow, California; Rosamond, California; Needles, California; Ridgecrest, California; Mesquite, Nevada; Hurricane, Utah; Moapa Valley, Nevada; California City, California; Twentynine Palms, California; Joshua Tree, California; Pioneertown, California; và Mojave, California. Phần California của hoang mạc còn có Căn cứ Không quân Edwards.
Hoang mạc Mojave có một số phố ma như Calico, California, Kelso.

## Du lịch

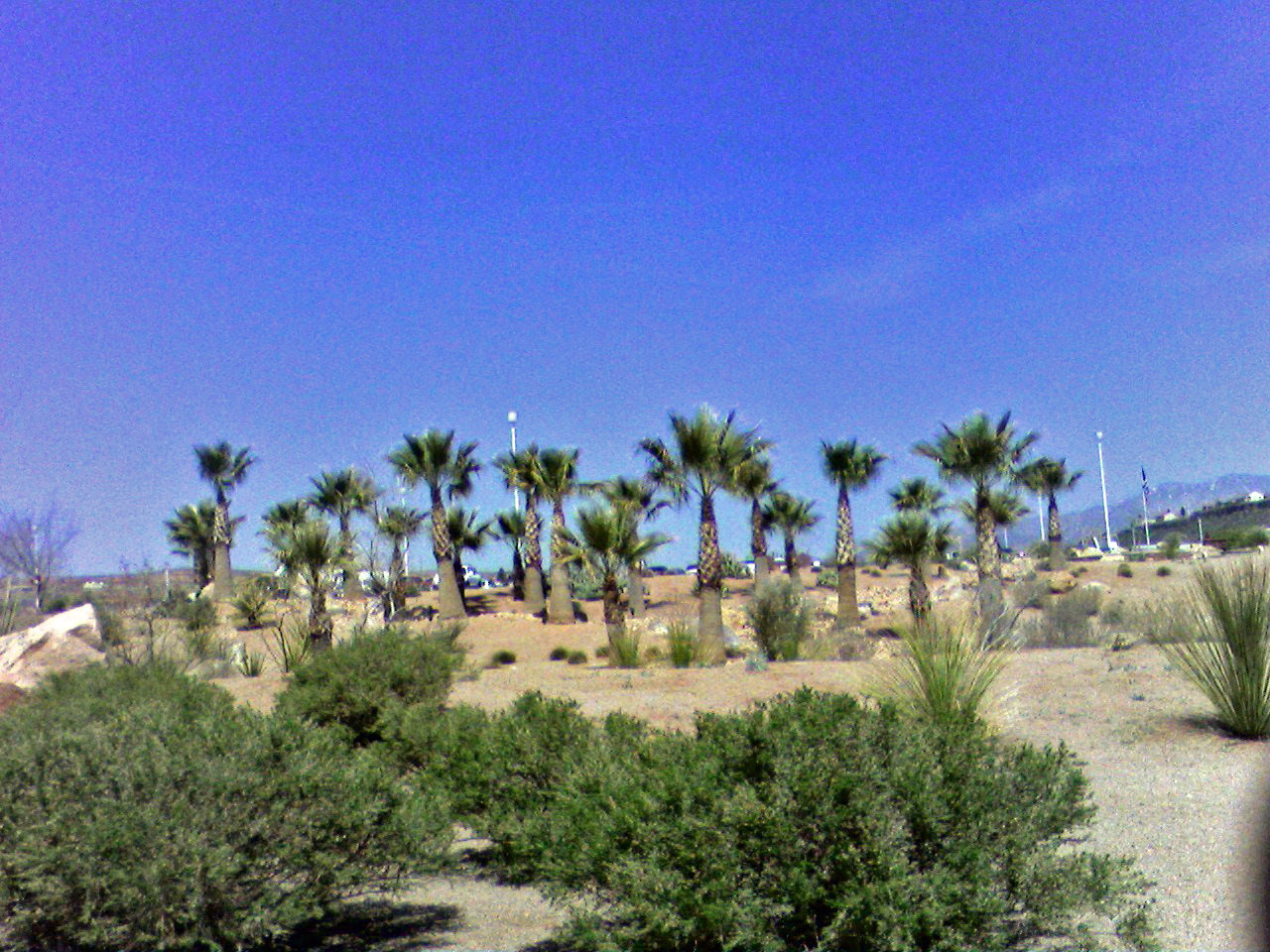
Những cây cọ California.

Hoang mạc Mojave là một trong những nơi du lịch ưa chuộng nhất tại Bắc Mỹ, chính yếu vì là điểm đến cờ bạc Las Vegas. Hoang mạc cũng nổi tiếng vì cảnh đẹp, với bốn công viên quốc gia - Công viên Quốc gia Thung lũng Chết, Công viên Quốc gia Joshua Tree, Công viên Quốc gia Zion và Công viên Quốc gia Grand Canyon. Tất cả nằm bên trong hoang mạc hoặc tiếp giáp hoang mạc. Các hồ Mead, Mohave và Havasu mang đến sự giải trí thể thao trên nước. Đập Hoover là một nơi đến du lịch ưa chuộng. Du khách có dịp nhìn thấy hình thể của đập, nhà máy thủy điện, và nghe lịch sử lừng danh về việc xây đập trong thời Đại Khủng hoảng.
Ngoài các công viên quốc gia chính còn có các khu vực du lịch hấp dẫn được nhận dạng trong hoang mạc như Khu bảo tồn Big Morongo Canyon trải rộng qua hoang mạc Mojave và hoang mạc Colorado, Khu bảo tồn Quốc gia Red Rock Canyon cách phía tây Las Vegas 17 dặm Anh (27 km). Cả hai được Cục quản lý đất Hoa Kỳ trông coi.
Trong số những điểm du lịch hấp dẫn ưa thích và có một không hai tại hoang mạc là nhiệt kế được cho là cao nhất thế giới được đặt dọc theo Xa lộ Liên tiểu bang 15 tại Baker, California cao 134 ft (40.8 m).

## Hình ảnh

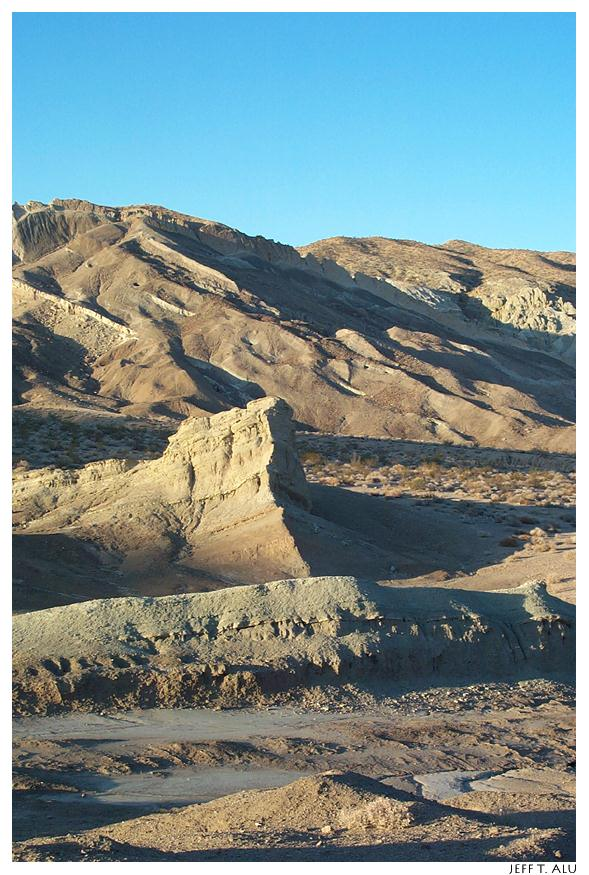
Rainbow Canyon, gần thành phố Barstow
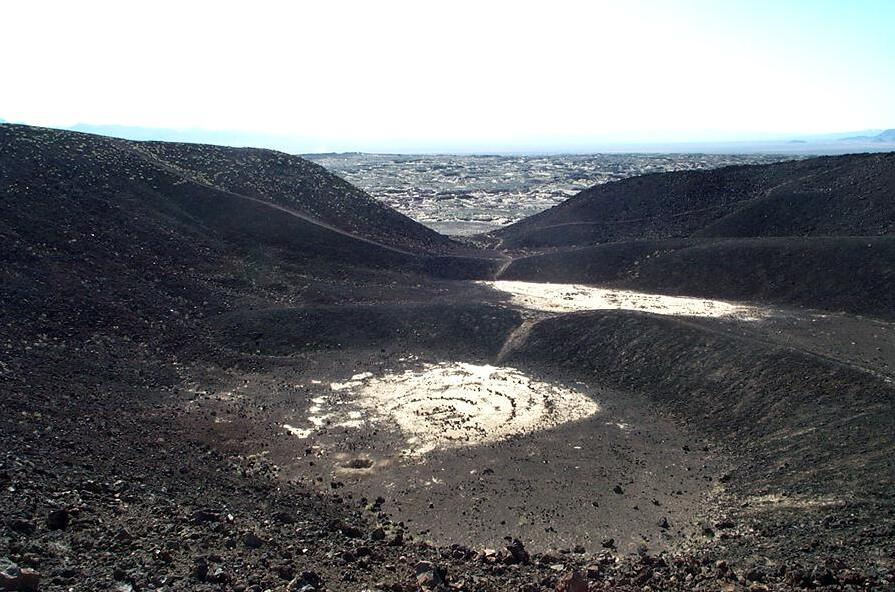
Miệng núi lửa Amboy
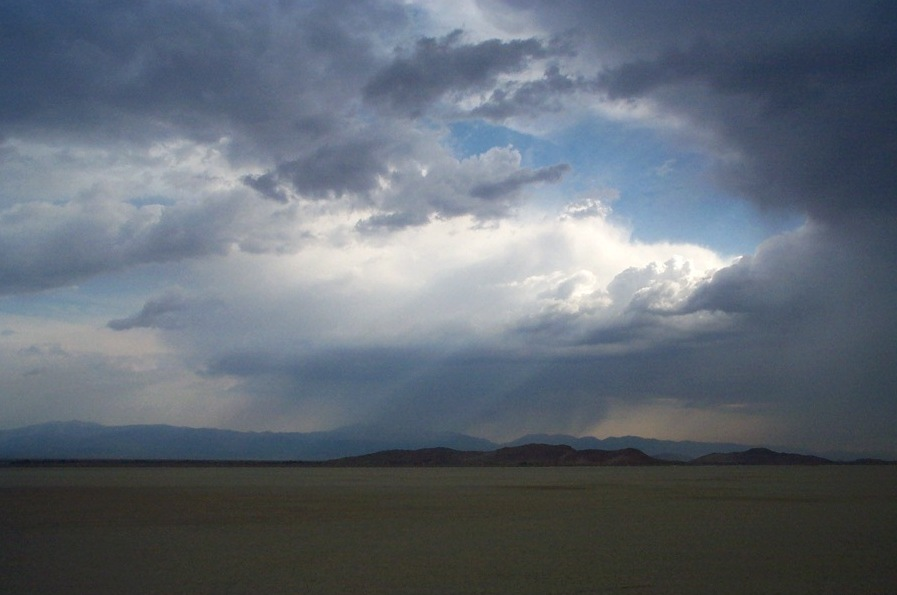
Bão mùa hè
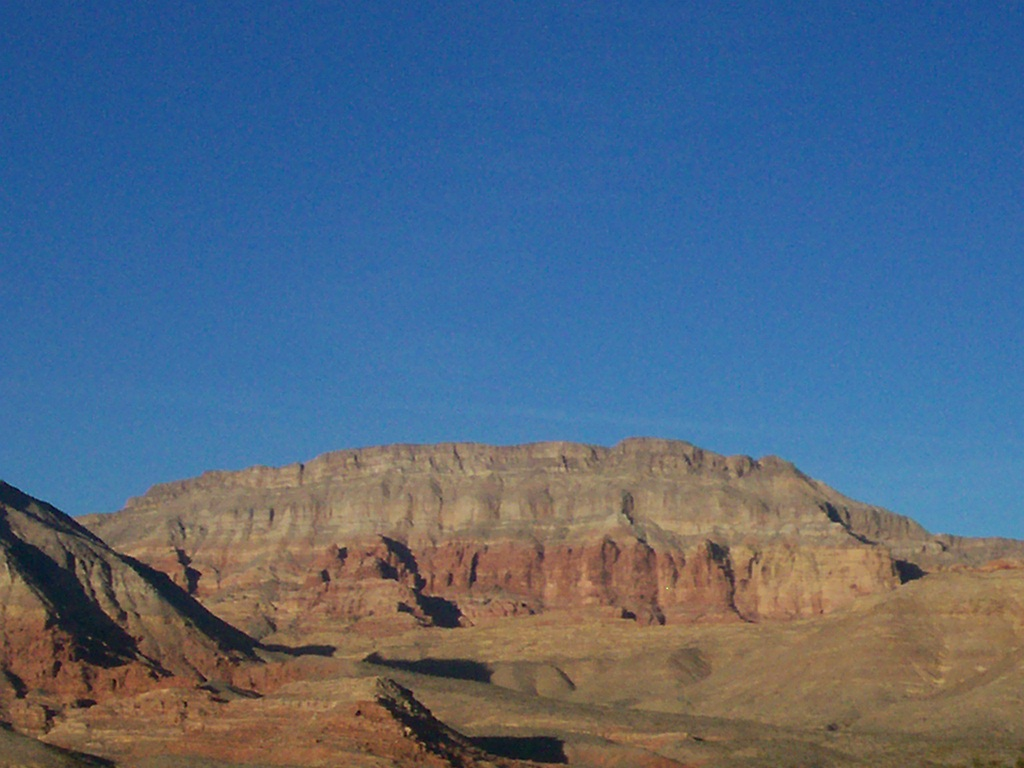
Hẻm núi Virgin River, Arizona.
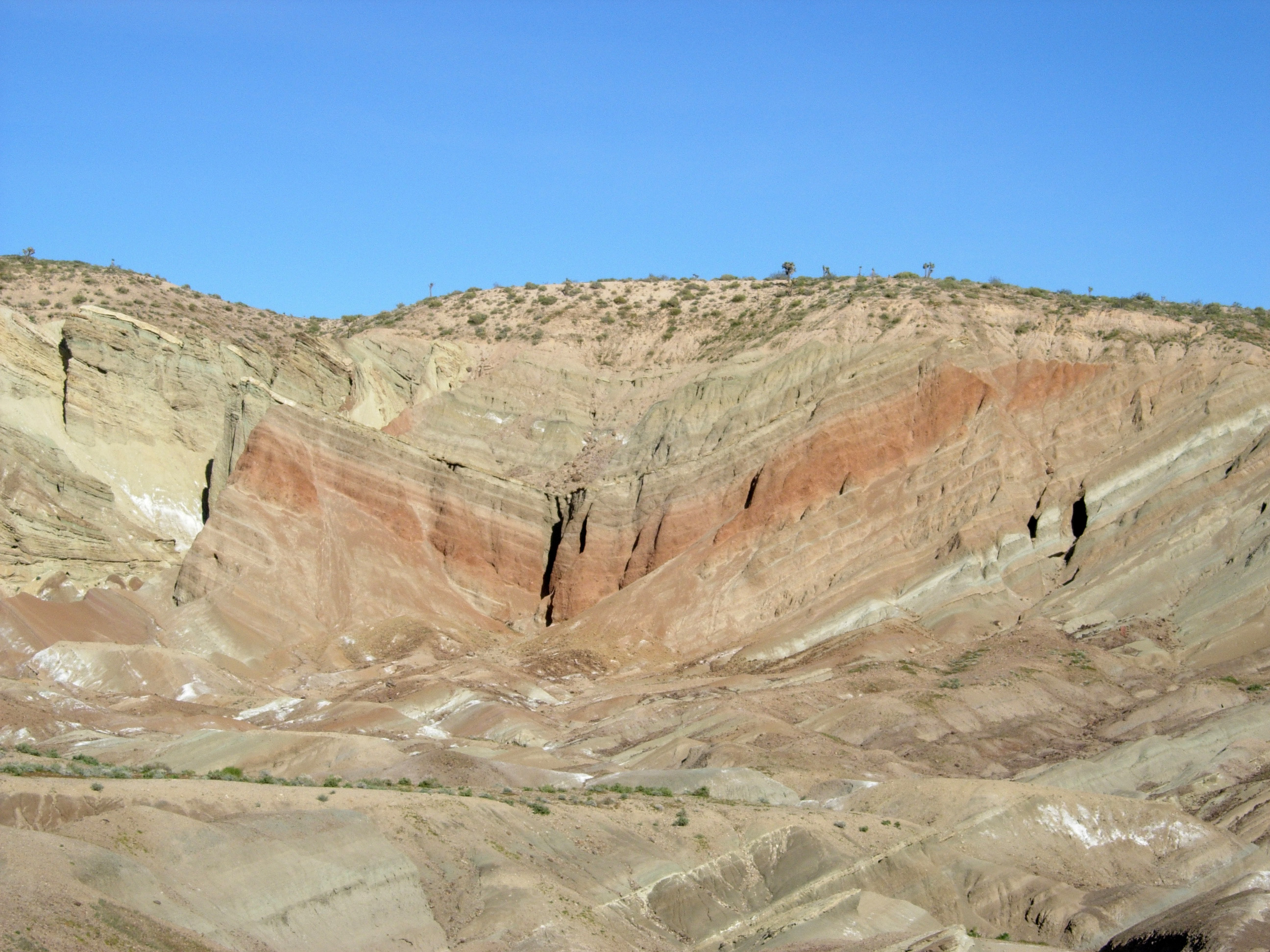
Lòng chảo Rainbow Syncline gần Barstow, California.
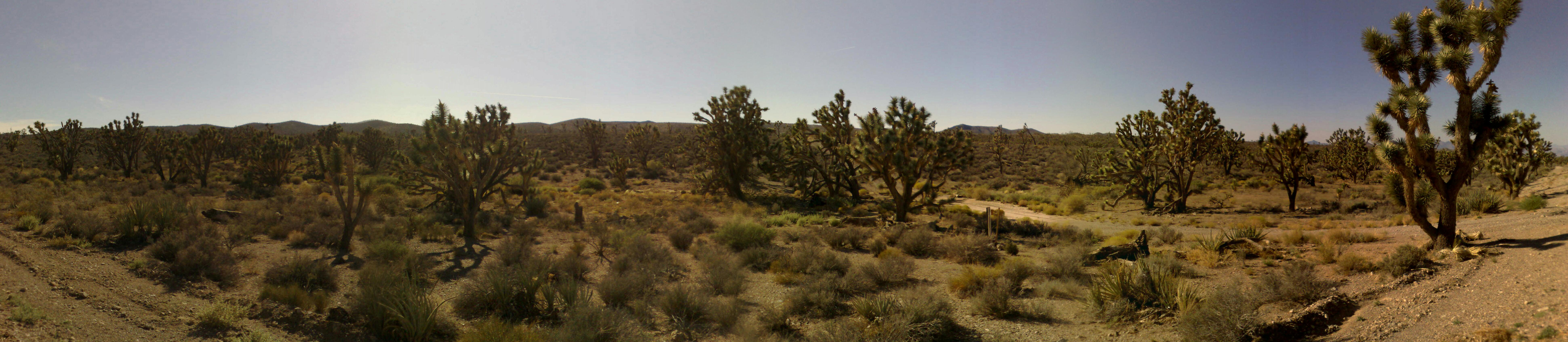
Rừng cây Joshua gần Grand Canyon, Arizona
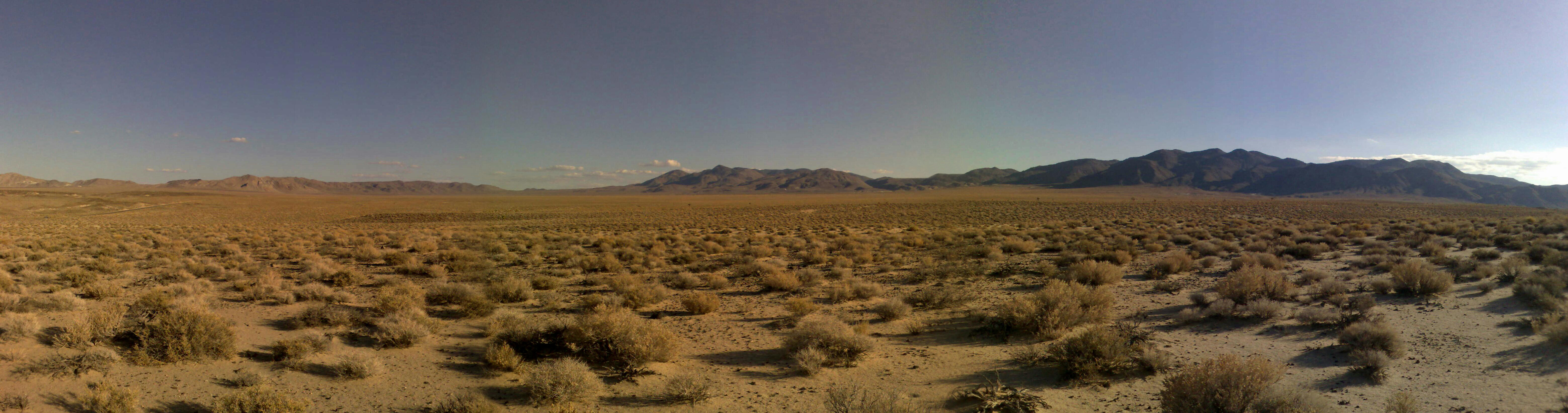
Ngay phía nam Xa lộ Hoa Kỳ 95
Rạng đông ở Joshua Tree, California